# Pimpla wilchristi
Pimpla wilchristi är en stekelart som beskrevs av Fitton, Shaw och Ian D. Gauld 1988. Pimpla wilchristi ingår i släktet Pimpla och familjen brokparasitsteklar. Inga underarter finns listade i Catalogue of Life.